# Baker Trails
Baker Trails är en ort i Kanada.   Den ligger i provinsen British Columbia, i den södra delen av landet, 3 500 km väster om huvudstaden Ottawa. Baker Trails ligger 53 meter över havet och antalet invånare är 635.
Terrängen runt Baker Trails är varierad. Närmaste större samhälle är Chilliwack, 8,9 km norr om Baker Trails.
I omgivningarna runt Baker Trails växer i huvudsak blandskog. Runt Baker Trails är det mycket glesbefolkat, med 5 invånare per kvadratkilometer.